# Stolgebühr
Als Stolgebühren, auch Taxa Stola, Pfarrgebühr, Accidenzien, bezeichnet man Gebühren bzw. Vergütungen für die Feier sogenannter Kasualien wie die Taufe, kirchliche Trauung und die kirchliche Begräbnisfeier. Der Terminus leitet sich davon ab, dass der zelebrierende Kleriker bei der Feier von Sakramenten und Sakramentalien eine Stola umlegt. Von der Erhebung von Stolgebühren ausgenommen sind die Feier der heiligen Messe, die Spendung des Bußsakramentes und der Krankensalbung.
Der jeweilige Betrag war und ist regional unterschiedlich. Die Stolgebühren besaßen vor der Einführung der Kirchensteuer und in Ländern, in denen es auch heute keine Kirchensteuer gibt, eine hohe Bedeutung, die sich mit der Einführung der Kirchensteuer verringerte. Im Jahr 1875 wurden diese Gebühren in der evangelischen Kirche für den Pfarrer und den Kirchschullehrer durch ein Fixum im Gehalt abgelöst.
Auch heute gibt es in römisch-katholischen Diözesen noch Stolgebühren für die Dienste von Geistlichen. Beispielsweise wird hierfür das Entgelt für den geistlichen Beistand mit einem Bestatter verrechnet. Der zuständige Ortsbischof legt die Höhe der Stolgebühren fest. So wird zum Beispiel im Würzburger Käppele für eine Trauung eine Stolgebühr von 25 Euro berechnet. Für andere gottesdienstliche Feiern können andere Gebühren anfallen. Oft sind die dann getrennt ausgewiesenen Stolgebühren auch nur ein Teil der fälligen Gebühren, nämlich der Anteil, der an die Geistlichen weitergeleitet wird, wohingegen der andere Anteil etwa für die Kirchennutzung und ähnliches (Reinigung, Heizung, Blumenschmuck usw.) zu entrichten ist. 
In Diözesen, die vollständig auf Spenden und freiwillige Zuwendung angewiesen sind, sind Stolgebühren weiterhin von Bedeutung.
Der Codex Iuris Canonici legt fest: „Der Spender [von Sakramenten] darf außer den von der zuständigen Autorität festgesetzten Stolgebühren für die Sakramentenspendung nichts fordern; er hat immer darauf bedacht zu sein, dass Bedürftige nicht wegen ihrer Armut der Hilfe der Sakramente beraubt werden.“